# イニゴ・フォン・ウラッハ
イニゴ・フォン・ウラッハ（ドイツ語: Inigo von Urach、1965年4月12日 - ）は、ウラッハ家の一員。第一次世界大戦の最末期に、短期間ながらリトアニア国王として在位したミンダウガス2世の孫。
兄がいるものの、自身をリトアニア王室当主だとみなし、「リトアニア王太子」の称号を用いている。君主主義組織「リトアニア王国宮殿（Lietuvos karalystės rūmai）」との密接な関係を有する。

## 思想
君主制と共和制を比較した場合、任期が短い大統領に対するコスト（選挙費など）よりも安上がりだとして、君主制のほうがやや優位だと考えている。

## 家族
3人の子女がある。
- エーバーハルト（Eberhard）
- アンゼルム（Anselm）
- アメーリエ（Amelie）